# El Tambo (canton)
Pour les articles homonymes, voir El Tambo.
El Tambo est un canton d'Équateur situé dans la province de Cañar.